# Polnische Eishockeyliga 1945/46
Die Saison 1945/46 war die elfte Austragung der polnischen Eishockeymeisterschaft. Meister wurde zum insgesamt zweiten Mal in der Vereinsgeschichte KS Cracovia.

## Modus
Die vier besten Mannschaften Polens qualifizierten sich für das Finalturnier. Der Erstplatzierte des Finalturniers wurde Meister. Für einen Sieg erhielt jede Mannschaft zwei Punkte, bei einem Unentschieden gab es einen Punkt und bei einer Niederlage null Punkte.

## Finalturnier
|    | Klub           | Sp | Tore | Punkte |
| -- | -------------- | -- | ---- | ------ |
| 1. | KS Cracovia    | 3  | 12:1 | 6      |
| 2. | ŁKS Łódź       | 3  | 3:6  | 3      |
| 3. | Siła Giszowiec | 3  | 5:7  | 2      |
| 4. | Lech Posen     | 3  | 2:8  | 1      |

Sp = Spiele, S = Siege, U = unentschieden, N = Niederlagen, OTS = Overtime-Siege, OTN = Overtime-Niederlage, SOS = Penalty-Siege, SON = Penalty-Niederlage